# Home (Angela Aki)
Home è il primo album con l'etichetta major della cantante giapponese Angela Aki. L'album include le canzoni dei singoli pubblicati precedentemente. Oltre alla versione normale del disco, fu anche pubblicata un'edizione limitata con una canzone speciale intitolata Rain dal suo mini-album Uno.

## Tracce
1. Kiss Me Good-Bye
2. Love Is Over Now
3. Kokoro no Senshi (心の戦士?, Il guerriero del cuore)
4. Music
5. This Love
6. Onegai (お願い?, Desideri)
7. Uchū (宇宙?, Universo)
8. Rain
9. Kiseki (奇跡?, Miracolo)
10. Ōgesa ni 'Aishiteru' (大袈裟に「愛してる」?, Dicendo grandiosamente 'Ti amo')
11. Hallelujah (ハレルヤ?)
12. Home
13. Your Love Song